# Tony Martin (cantante)
Tony Martin, pseudonimo di Anthony Philip Harford (Birmingham, 19 aprile 1957), è un cantante britannico.
È noto soprattutto per aver militato, tra gli anni ottanta e gli anni novanta, nel gruppo heavy metal Black Sabbath.

## Biografia
Dotato di rilevanti qualità canore, è stato spesso paragonato a Ronnie James Dio per la sua timbrica acuta e potente. Iniziò con gli "Orion" (in qualità di chitarrista), band che non ebbe popolarità ma che riuscì a suonare dal vivo con alcune formazioni note, ad esempio i Motörhead, e poi con i "The Alliance".
Con i Black Sabbath, Martin diede inizio alla sua vera e propria carriera e vi militò dal 1987 al 1991, per poi tornare nel 1993 fino al 1996, incidendo dischi che hanno riscontrato buoni pareri dal pubblico e critica come The Eternal Idol, Headless Cross o Tyr.
Uscito dal gruppo di Tony Iommi, Martin è stato membro di vari progetti non molto noti (Empire, M3, The Alliance, Misha Calvin, The Cage, Giuntini Project II) e attualmente collabora con il gruppo a suo nome, la Tony Martin Band.
Nel 2011 prende parte al progetto Silver Horses, band italo-britannica dalle sonorità rock-blues (fortemente ispirate a gruppi come Led Zeppelin e Whitesnake), il cui disco di debutto è uscito il 26 ottobre 2012.
Nonostante ricopra solitamente il ruolo di cantante, Martin è un buon polistrumentista e si cimenta nel suonare chitarra, basso, batteria, violino, tastiere, armonica a bocca, zampogna, ciaramella e scacciapensieri. Proprio in virtù di queste abilità, nell'album della Tony Martin Band, Scream del 2005, Martin, oltre alla voce, ha composto alcune parti di basso, batteria, violino e chitarra.

## Discografia

### Tobruk
- 1981 - Demo

### Da solista
- 1992 - Back Where I Belong
- 2005 - Scream
- 2022 - Thorns

#### Singolo
- 2009 - Who Put the Devil in Santa

### Aldo Giuntini
- 1998 - The Giuntini Project II
- 2006 - The Giuntini Project III
- 2013 - The Giuntini Project IV

### Black Sabbath
- 1987 - The Eternal Idol
- 1989 - Headless Cross
- 1990 - Tyr
- 1994 - Cross Purposes
- 1995 - Cross Purposes Live
- 1995 - Forbidden
- 1996 - The Sabbath Stones

### Dario Mollo
- 1999 - The Cage
- 2002 - The Cage II
- 2012 - The Third Cage

### Empire
- 2003 - Trading Souls
- 2006 - The Raven Ride

### Forcefield
- 1988 - Forcefield II: The Talisman

### M3
- 2003 - Classic Snake Live Vol. 1

### Misha Calvin
- 1993 - Evolution

### Rondinelli
- 2002 - Our Cross - Our Sins

### Silver Horses
- 2012 - Silver Horses
- 2017 - Silver Horses - Tick (presente in due brani)

### Black Widow
- 2011 – Sleeping With Demons (on "Hail Satan")